# Ronde van Castilië en León 2017
De Vuelta Castilla y León 2017 werd gehouden van 19 mei tot en met 21 mei in Spanje. Het was de 32ste editie van deze Spaanse etappekoers.

## Etappe-overzicht
| Etappe | Datum  | Start                   | Finish                      | Afstand  | Winnaar                | Klassementsleider      |
| ------ | ------ | ----------------------- | --------------------------- | -------- | ---------------------- | ---------------------- |
| 1e     | 19 mei | Aguilar de Campoo       | Pisos Santibañez de la Peña | 168 km   | Aleksandr Jevtoesjenko | Aleksandr Jevtoesjenko |
| 2e     | 20 mei | Velilla del Río Carrión | Sabero                      | 166,4 km | Jonathan Hivert        | Jonathan Hivert        |
| 3e     | 21 mei | Ponferrada              | León                        | 145,5 km | Carlos Barbero         | Jonathan Hivert        |

## Eindklassementen
| Algemeen klassement |                      |                    |           |
| Plaats              | Naam                 | Ploeg              | Tijd      |
| Zwarte trui         | Jonathan Hivert      | Direct Énergie     | 11u48'28" |
| 2                   | Jaime Rosón          | Caja Rural-Seguros | + 38"     |
| 3                   | Henrique Casimiro    | Efapel             | + 55"     |
| 4                   | Richard Carapaz      | Movistar Team      | + 1' 04"  |
| 5                   | Frederico Figueiredo | Sporting-Tavira    | + 1' 08"  |
| 6                   | Óscar Sevilla        | Medellin-Inder     | + 1' 09"  |
| 7                   | Antonio Ferreira     | W52/FC Porto       | + 1' 14"  |
| 8                   | Joaquim Da Silva     | W52/FC Porto       | + 1' 19"  |
| 9                   | Jesús del Pino       | Efapel             | + 1' 28"  |
| 10                  | Rodolfo Torres       | Androni Giocattoli | + 1' 30"  |

1985 · 1986 · 1987 · 1988 · 1989 · 1990 · 1991 · 1992 · 1993 · 1994 · 1995 · 1996 · 1997 · 1998 · 1999 · 2000 · 2001 · 2002 · 2003 · 2004 · 2005 · 2006 · 2007 · 2008 · 2009 · 2010 · 2011 · 2012 · 2013 · 2014 · 2015 · 2016 ·2017 · 2018 · 2019 · 2020 · 2021 · 2022 · 2023 · 2024